# 케레이트
케레이트(몽골어: ᠬᠡᠷᠡᠶᠢᠳ)는 몽골 제국 이전 시대에 몽골고원 중북부 항가이 산맥 부근에 흩어져 살던 유목민 부족의 집단이다. 한자로는 객렬액(客烈亦), 겁렬(怯烈), 겁렬액(怯烈亦) 등으로 표기되었다. 페르시아어 사료에는 키라이트(페르시아어: كرايت) 등으로 표기되어 있다.

## 명칭
'케레이트'(Kereyid~Geryid)라는 이름은 '케레이'(Kereyi~Gereyi)의 복수형이다. 라시드웃딘의 《집사》(集史)에 따르면, '케레이'는 그 선조의 얼굴 색이 검었다는 데에서 유래한 것이라고 설명하고 있어, 까마귀의 몽골어인 '케리예'(keriye)에서 유래했다고 추정된다. 오르도스에는 지금까지도 '퀘리트'(K'erit)라 칭하는 대(大)・소(小)・흑(黒)・백(白)의 소규모 유목집단이 잔존하고 있으며, 키르기스족 가운데에도 'Kiräi~Giräi'라는 이름의 유력 씨족이 있다. 테르킬(쥬르킨), 톤카이트(콘카이트), 튜마왓(토베엔), 사키아트(사카이트), 에리아트(알바트) 그리고 케레이트의 여섯 씨족으로 구성된 케레이트 칸국은 지배씨족인 케레이트의 성씨를 국명으로 삼았다.

## 역사

### 기원
케레이트의 기원은 내분으로 혼란에 휩싸인 위구르 제국(회흘)를 멸망시킨 키르기스 제국(힐알사)을 몽골 고원에서 쫓아낸 몽골계 부족 집단 {구성(九姓)타타르} 가운데서도 가장 유력한 종족이었던 것으로 보인다. 케레이트의 선조에 해당하는 이들 부족은 함께 키르기스를 몰아낸 위구르 분파인 나이만 연합과는 몽골고원의 패권을 놓고 치열하게 다투었다. 이슬람 학자 아부 하라지에 따르면 11세기 초 케레이트는 옹구트, 나이만 등 서쪽의 유목 부족들과 함께 네스토리우스파 크리스트교를 믿으며 위구르 문자를 사용하고, 문화적으로 앞선 부족이 되었다고 한다.

### 조복(阻卜)
중국의 《요사》(遼史)에 나오는 '조복'(阻卜)이라는 민족이 케레이트로 비정된다. 거란 성종(聖宗)은 조복 부족들의 영역에 절도사를 각각 임명해 파견하고 분할 통치를 밀어붙였지만 그들은 이에 저항해 반란을 일으켰고, 카툰 발리크(可敦城)를 포위하기까지 했다. 오고(烏古) 부족도 이 반란에 호응해 거란에 맞서서 싸웠다. 반란은 진압되었지만 이를 계기로 요 왕조의 서북방 경영에 큰 차질이 생기게 되었고, 1026년 거란군이 감주(甘州)의 위구르를 치다 실패한 것을 계기로 조복 부족들은 거란의 통제에서 벗어나, 조복 부족을 통합한 북부 조복의 마고사(磨古斯)가 1089년에 요나라로부터 그 왕권을 인정받았다.

### 마르쿠즈 부이룩 칸(샤리크 칸)
'마고사'는 《집사》에 기록된 마르쿠즈 부이룩 칸(Marghūz Būīrūq Khān)으로 비정되고 있다. 그러나 바일 누르에 살고 있던 타타르의 수장 나우르 부이룩 칸(Nāūūr Būīrūq Khān)은 기회를 노려 마르쿠즈 부이룩 칸을 생포해 거란족 군주에게 넘기는 데 성공했고, 마르쿠즈 부이룩 칸은 나무 당나귀에 못박혀 처형당했다. 마르쿠즈의 아내 쿠록타이 하리구치(쿠록타니 케렉친)는 복수를 위해 술을 바치겠다고 타타르를 속여 1백 온도르의 마유주(馬乳酒)를 준비해 갔다. 그러나 안으로 들어간 것은 마유주가 아닌 무장한 용사 100명이었고, 도착하자마자 이들은 나우르 부이룩 칸을 비롯한 타타르 부족 사람들을 차례대로 죽였다. 이로써 쿠록타이 하리구치는 남편의 복수를 완수할 수 있었다.
《집사》에는 '샤리크 칸'(Sarïq Qān)이라는 인물이 등장하는데 마르쿠즈 부이룩 칸과 동일 인물로 보인다. 그는 몽골 북부의 요지인 알칸 산을 놓고 알치 타타르와 격렬히 싸웠다. 처음에는 타타르의 한 수장 쿠무스 샤이쟌(Kümǖs Saïǰāng)을 산 아래까지 몰아붙였지만 방심하고 있던 차에 다른 타타르 수장 코리다이 다일(Qōrïdāī Dāyīr)에게 기습당해 대패했다. 궁지에 몰린 샤리크 칸은 하는 수 없이 적대하던 서쪽의 이웃 대국 베테킨 나이만 족의 바이룩 칸에게 구원을 요청했고 베테킨 씨족은 그 기회를 놓치지 않고 그들의 딸을 샤리크 칸의 아들 쿠르차쿠스에게 시집보내 샤리크 칸을 포섭, 몽골 동부로의 세력 확대를 꾀했다. 베테킨 나이만과 인척이 된 샤리크 칸은 며느리의 오빠인 카질 칸(Qāǰïr Qān)과 협력해 새로 군대를 일으켜 타타르를 쳐부수고 자국의 중흥을 이루었다. 이 때 케레이트를 몰래 지지하고 있었던 것은 몽골로 그들은 용맹함으로 이름높았다. 베테킨 나이만은 샤리크 칸을 도운 대가로 그의 휘하에 있던 몽골 군사를 요구했다. 샤리크 칸은 응하지 않았지만 몽골은 케레이트의 쇠락을 알고 차츰 케레이트의 영향권에서 이탈하기 시작했다.
마르쿠즈 부이룩 칸의 두 아들 쿠르차쿠스 부이룩 칸과 구르 칸(Kūr Khān) 중 마르쿠즈의 뒤를 이은 것은 장남 쿠르차쿠스였다. 그 또한 숱한 고난을 딛고 마침내 위구르 제국의 수도 카라 발가순을 본거지로 삼아 케레이트를 부흥시켰다. 그러나 그가 죽은 뒤 40인의 아들들이 케레이트의 칸 자리를 놓고 다투었다(물론 이를 우려한 쿠르차쿠스는 생전 그의 아들들에게 땅을 나누어 주었다).

### 옹 칸과예수게이그리고테무진
쿠르차쿠스 부이룩 칸의 아들 가운데 한 명인 토오릴(토그릴)은 아버지 사후, 아버지의 지위를 이어받은 형제 타이테무르 타이시(Tāitīmūr Tāīshī)와 부카테무르(Būqā Tīmūr)를 죽이고 아버지의 지위를 빼앗았다. 이때 동생인 일케 카라(Irke Qarā, 에르케 카라)가 나이만으로 달아났다가 나이만의 도움으로 나라를 되찾고, 토오릴을 내쫓았으며, 토오릴은 카묵 몽골의 키야트 보르지긴 씨족의 수장 예수게이 바아투르에게 달아나 다시 그의 도움으로 일케 카라를 내쫓고 케레이트를 차지했다. 그러나 이번엔 삼촌 구르 칸이 와서 토오릴을 몰아내고 그 지위를 빼앗았다. 그것을 들은 몽골의 예수게이 바아투르는 다시 토오릴을 도와 구르 칸을 밀어냈고, 구르 칸은 탕구트, 즉 서하의 땅으로 달아나 다시는 돌아오지 않았다. 이때 토오릴과 예수게이 바아투르는 의형제를 맺고 동지(안다)의 사이가 되었다(카라툰의 맹약). 오랜 세월이 지난 뒤인 1194년 타타르의 수장 메구진 세울투 등이 금(金) 왕조의 의논을 따르지 않았다는 이유로 금의 승상(王京丞相) 완안량이 군대를 이끌고 타타르 토벌을 시작했다. 이것을 들은 테무진은 아버지의 원수를 갚을 절호의 기회로 생각하고, 동맹자인 토오릴 칸과 함께 메구진 세울투가 있는 곳으로 쳐들어갔다. 메구진 세울투는 성채를 쌓고 농성했지만, 테무진-토오릴 연합군에 붙잡혀 그 자리에서 살해되었다. 이것을 들은 왕경 승상 완안량은 크게 기뻐하며 테무진에 '자오드 코리'(백부방)라는 칭호를, 토오릴 칸에게는 '온'(왕)이라는 칭호를 주었다. 이후 토오릴 칸은 옹 칸(Ong Khān)이라고 불리게 되었다. 1195년 토오릴 칸은 또 다시 나이만의 지원을 받은 일케 카라에게 나라를 빼앗기고 서쪽 카라 키타이(서요)로 달아나 원조를 바랬으나 받아들여지지 않았고, 양떼를 거느리며 방랑 생활을 보내게 되었다.
1196년 봄, 토오릴 칸은 예수게이 바아투르의 아들 테무진을 만나기 위해 구세우르 호수에 나갔다가 테무진과 회견할 수 있었다. 테무진은 아버지의 옛 친구를 반갑게 영접했고 속하에서 징수한 가축세를 주었다. 그 가을 테무진은 토라 강에서 연회를 열어 토오릴과 부자의 연을 맺었다. 그 뒤 케레이트를 수복하고, 키야트 주르킨 씨족으로 진격하여 두 수령 사챠 베키와 타이츄를 포로로 잡았다. 
1197년, 옹 칸과 테무진의 동맹군은 메르키트 원정에 나서 모나차 산 전투에서 승리를 거두었고, 테무진은 전리품을 모두 옹 칸에게 넘겼다. 그러나 테무진의 구조로 궁지에서 벗어난 옹 칸은 이듬해인 1198년 테무진과의 상담도 없이 다시 메르키트를 원정하려고 병력을 모았다. 옹 칸은 메르키트를 부쿠라 케헤르 땅에서 쳐부수고, 메르키트 족장 토크토아 베키의 아들 토쿠즈 베키를 죽였으며 그 아들 치라운과 동생 쿠드를 잡았다. 그 가족과 가축을 모두 전리품으로 거두고도 테무진에게는 하나도 주지 않았다.
1199년에 옹 칸은 테무진과 함께 나이만을 치러 나섰다. 동맹군은 나이만의 내분을 틈타 서나이만의 부이룩 칸을 쳐서 많은 포로와 가축을 거두었다. 이때 함께 한 자지라트(자다란) 씨족의 쟈무카는 테무진을 시기해 옹 칸을 꾀어 테무진을 배신하도록 했다. 테무진은 사리 케헤르로 퇴각했지만 이를 본 나이만 장군 쿡세우 사브락은 옹 칸을 추격해 그 동생 빌카와 자카 감부(케레이테이)의 가족과 가축, 물자를 빼앗고 케레이트 영토를 침입해 약탈했다. 옹 칸은 아들 일카 생굼을 적군에 보내 싸우게 하고, 테무진에게 사신을 보내 구원을 청했다. 테무진은 배신감을 느끼면서도 원군을 보내 나이만을 격퇴하고, 케레이트가 빼앗겼던 것을 모두 옹 칸에게 돌려주었다.
1200년, 옹 칸과 테무진은 카묵 몽골의 타이치우트 씨족을 치고자 사리 케헤르에서 회견했다. 동맹군은 타이치우트 씨족을 오논 강 전투에서 격파하고 그 수령 쿠드타르와 타르구타이 쿠릴투크를 우렌우트 토라스라는 땅에서 잡아 죽였다. 그 겨울에 옹 칸의 동생 자카 감부(쟈하 감보)와 네 명의 케레이트 장군들이 옹 칸을 시해하려다 발각되어 나이만으로 달아났다.
1202년, 테무진과 옹 칸은 타타르를 실루겔지트 전투에서 격파하고, 이어서 메르키트, 나이만, 타타르, 두르벤, 카타킨, 살지오드, 오이라트 연합군을 
제2차 쿠이텐 전투에서 패배시킬 무렵 유랑하던 쟈무카가 옹 칸에게로 도망쳐와 그의 비호를 받게 되었고 테무진이 이를 비난하자 쟈무카는 일카 생굼을 꾀어 테무진을 암살하도록 했다.
1203년 마침내 테무진과 케레이트 사이에 칼라 칼지드 전투(제3차 쿠이텐 전투)가 벌어졌고, 양측은 완전히 갈라섰다. 가을에 테무진은 제지르 운두르 산에서 옹 칸 부자를 기습해 3일 간의 격전 끝에 패배시켰다. 옹 칸은 달아나 나이만의 땅을 지나다가 옹 우손이라는 땅에서 나이만 국경 경비대장에게 살해되었다. 그들은 옹 칸의 목을 나이만의 칸에게 보냈고, 나이만의 칸은 옹 칸을 죽인 것에 분노해 그 목을 은 그릇에 담아 보존했다. 아들 일카 생굼은 게리 토벳 지방으로 망명했지만 그곳에서 약탈을 벌이다 현지 주민의 분노를 사서 카슈가르와 호탄 여러 주에 가까운 쿠샨 지방으로 넘어갔다가 쿠샤트 챠르 카슈메라는 땅에서 잡혀 그곳 영주인 카라지 족의 술탄 키리지카라에게 처형당했다.
이로써 케레이트는 카묵 몽골에 정복되었으며 이후 몽골 제국에 흡수되었다.

### 몽골 제국 이후의 케레이트
1206년 카묵 몽골의 칸 테무진이 칭기즈 칸으로 즉위하고, 몽골 제국(예케 몽골 울루스)이 성립한 뒤에도 케레이트는 칭기즈 황금 씨족의 인척으로써 몽골 유목 부족 연합의 유력 부족 중 하나로 존속했다. 칭기즈 칸의 넷째 아들 툴루이의 부인으로 몽케 칸(원 헌종), 쿠빌라이 칸(원 세조)의 어머니가 된 소르칵타니 베키는 자카 감부(쟈하감보)의 딸이자 옹 칸의 조카였다. 일 칸국이 다스린 서아시아에서 시기에 따라 기독교인이 우대되는 등 몽골 키야트 보르지긴 황실의 기독교도에 대한 호의적인 자세는 케레이트 왕족과 귀족들을 통해 몽골 제국의 황족, 귀족에 기독교가 전파되어 수많은 기독교인이 생기게 된 것과 무관하지 않다. 또 케레이트 출신으로 몽골 제국에서 군인 및 관리로 활약한 사람도 역사에 적잖이 나타난다. 예를 들어 우구데이 칸(원 태종) 때 서기 관리(비치크치)의 장관으로 활약한 진카이는 출신에 대해 여러 설이 있지만, 케레이트 출신이라고 하는 설이 존재한다.
몽골고원에서의 케레이트 부족의 이름은 제국의 해체와 함께 역사에서 사라졌다. 단, 15세기 이후 서몽골 오이라트 부족 연합에 속했으며 현재도 존속하고 있는 토르구트, 즉 칼미크는 케레이트의 후손으로 알려져 있다. 한편 몽골 제국의 확장과 함께 중앙 유라시아 전역으로 확산된 케레이트 부족의 이름은 몽골고원보다 서쪽 지역에서 더 오래 남았고, 현재도 카자흐스탄 등 중앙 아시아의 투르크인들 사이에서 케레이트의 이름을 찾을 수 있다.

## 같이 보기
- 중세 몽골 부족